# Карлос Фронтіні
Карлос Естебан Фронтіні (ісп. Carlos Esteban Frontini; 19 серпня 1981, Буенос-Айрес) — аргентинський футболіст, нападник. Також має бразильське громадянство.

## Біографія
Майже усю кар'єру провів у чемпіонаті Бразилії, здебільшого граючи у нижчих дивізіонах. Також грав за українську «Ворсклу-Нафтогаз» та південнокорейський «Пхохан Стілерс».

## Досягнення
- Чемпіон штату Баїя: 2002
- Чемпіон штату Параїба: 2014
- Володар Кубка Нордесте: 2002
- Переможець бразильської Серії C: 2004, 2015